# 佐藤愛麿

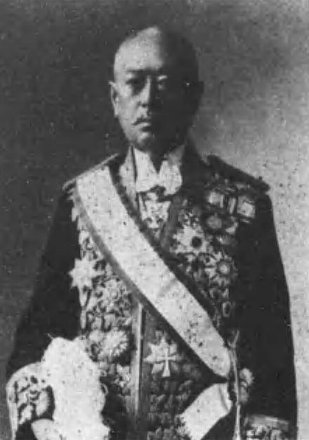
佐藤愛麿

佐藤 愛麿（さとう あいまろ（よしまろ）、1857年4月22日〈安政4年3月28日〉 - 1934年〈昭和9年〉1月12日、満76歳没）は、日本のメソジスト派牧師、外交官（特命全権大使）、宮中顧問官。

## 経歴
弘前藩家老山中逸郎泰靖の次男として生まれる。幼名は次郎。勘定奉行佐藤清衡の養子になり、20歳の時に愛麿と改名。
1875年（明治8年）ジョン・イングより洗礼を受け、弘前バンドの一人として伝道に従事。東奥義塾創設と同時に入学し、弘前公会の設立に参画した。
1876年（明治9年）に菊池九郎、本多庸一、イングに引率されて、東北巡幸中の明治天皇に謁見し、珍田捨巳、伊東重らと共に英文演説を奉呈した。
1877年（明治10年）イングの紹介で、珍田捨巳らとともにアメリカのインディアナ・アスベリー大学（現・デポー大学）に留学し、Bachelor of Arts 及び Master of Philosophy を取得。1881年（明治14年）10月に帰国後、美会神学校（後の青山学院）教授となり、ジュボンの論理学とロスコーの小化学書を講じた。
1882年（明治15年）より外務省に判任御用掛として出仕。1886年（明治19年）3月、正式に公使館書記官に任用され、電信課長を務めた。1888年（明治21年）より在ワシントン公使館、次いで1891年（明治24年）より在ロンドン公使館へ赴任。1893年（明治26年）帰国後に外務書記官に任じられ、大臣官房庶務課長及び秘書課兼勤、さらに庶務課長兼翻訳課長を被命。1896年（明治29年）公使館一等書記官に任じられ、在フランス公使館へ赴任。
1900年（明治33年）10月には弁理公使兼総領事に昇任し、同年より1902年（明治35年）末までメキシコ兼ペルー駐箚。以後、待命となり本省臨時勤務となったが、日露戦争中の1904年（明治37年）11–12月、アメリカでのセントルイス万国博覧会に派遣された伏見宮貞愛親王（陸軍大将）に別当心得として随行。1905年（明治38年）7月には日露講和会議のためアメリカへ派遣された全権委員小村寿太郎の随員を務め、次いで11月にポーツマス条約の合意事項を認めさせるために小村が特派全権大使として清国へ派遣された際にも随員を被命。
1906年（明治39年）9月、特命全権公使に任じられ、1914年までオランダ兼デンマーク駐箚。この間、ハーグで開催された、第2回万国平和会議（1907年）に副委員として（委員は都筑馨六）、国際捕獲審検所設立に関する条約の追加条項議定会議（1910年）及び万国阿片会議（1911年）には委員として出席。さらに、改正日蘭通商航海条約及び日丁通商航海条約締結の全権を委任された。
1914年（大正3年）6月に特命全権大使に昇任し、オーストリア＝ハンガリー帝国駐箚大使・スイス駐箚公使兼任となったが、同年7月の第一次世界大戦開戦に伴い、8月末にはオーストリアからの引揚げ、本省の臨時勤務を命じられた。1916年（大正5年）6月、アメリカ駐箚大使を被命、1918年（大正7年）2月まで務め、以後本省臨時勤務となった。
1920年（大正9年）4月、待命中に宮內省御用掛に任じられ、伏見宮附別当事務取扱となり、さらに華頂宮宮務監督を兼務。1921年（大正10年）2月の外務省の待命満期とともに、3月に宮内省より正式に伏見宮附の別当として任用された。1923年（大正12年）6月には宮中顧問官に任じられ、伏見宮及び華頂宮の宮務監督を務めた。1930年（昭和5年）3月に再び伏見宮附別当に任じられたが、翌年10月に依願別当被免。
1934年（昭和9年）1月11日、動脈硬化症で倒れ、翌日に狭心症を併発し死去。享年78。墓所は谷中霊園。晩年は母校の東奥義塾財団法人の理事も務めた。

## 栄典
位階
- 1886年（明治19年）7月8日 - 正七位[28]
- 1891年（明治24年）12月21日 - 従六位[29]
- 1906年（明治39年）1月31日 - 従四位[30]
- 1914年（大正3年）7月10日 - 従三位[31]
- 1919年（大正8年）8月11日 - 正三位[32]

勲章等
- 1894年（明治27年）8月29日 - 勲五等双光旭日章[33]
- 1895年（明治28年）10月31日 - 勲四等旭日小綬章[34]
- 1902年（明治35年）12月28日 - 勲三等瑞宝章[35]
- 1906年（明治39年）4月1日 - 勲二等旭日重光章[36]・明治三十七八年従軍記章[37]
- 1915年（大正4年）11月10日 - 大礼記念章（大正）[38]
- 1908年（明治41年）8月4日 - 勲一等瑞宝章[39]
- 1913年（大正2年）10月24日 - 旭日大綬章[40]

外国勲章佩用允許
- 1896年（明治29年）
  - 3月6日 - イタリア王国：王冠第三等勲章[41]
  - 6月25日 - ロシア帝国：神聖スタニスラフ星章付第二等勲章[42]
  - 10月26日 - スペイン王国：カルロス3世星章付第二等勲章[43]
- 1900年（明治33年）9月6日[44]
  - ポルトガル王国：ヴィラ・ヴィソーザ無原罪の聖母騎士団勲章コンマンドール
  - プロイセン王国：王冠第三等勲章
  - フランス共和国：レジオンドヌール勲章オフィシエ
  - スペイン王国：イサベル・ラ・カトリカ勲章コンマンドール
- 1909年（明治42年）11月25日 - オランダ王国：オラニエ＝ナッサウ第一等勲章[45]
- 1913年（大正2年）5月2日 - デンマーク王国：ダンネブロ勲章グランクロア[46]

## 著書
- 『貞愛親王逸話』伏見宮、1931年8月。 NCID BN15456272。全国書誌番号:60003733。

## 親族
- 養子：佐藤尚武 - 外交官、尚武の義弟は佐々木嘉太郎（貴族院多額納税者議員）
- 娘婿：小日山直登 - 実業家
- 甥：山中千之 - 外交官
- 妹の夫：珍田捨巳 - 外交官